# Liste des médaillés aux Championnats du monde de course d'orientation (homme)
La liste des médaillés des Championnats du monde de course d' orientation en course d' orientation masculine,. 

## Individuel / Classique / Longue Distance
Cet événement a été appelé "Individuel" de 1966 à 1989, puis, "Distance classique" de 1991 à 2001 et depuis 2003, il s'appelle "Longue distance".
| Year | Gold              | Silver               | Bronze               | Distance et contrôles |
| ---- | ----------------- | -------------------- | -------------------- | --------------------- |
| 1966 | Åge Hadler        | Aimo Tepsell         | Anders Morelius      | 14,1 km, 11 controls  |
| 1968 | Kalle Johansson   | Sture Björk          | Åge Hadler           | 14,7 km, 18 controls  |
| 1970 | Stig Berge        | Karl John            | Dieter Hulliger      | 14,5 km, 19 controls  |
| 1972 | Åge Hadler        | Stig Berge           | Bernt Frilén         | 13,5 km, 18 controls  |
| 1974 | Bernt Frilén      | Jan Fjærestad        | Eystein Weltzien     | 15,9 km, 26 controls  |
| 1976 | Egil Johansen     | Rolf Pettersson      | Svein Jacobsen       | 15,5 km, 24 controls  |
| 1978 | Egil Johansen     | Risto Nuuros         | Simo Nurminen        | 15,7 km, 21 controls  |
| 1979 | Øyvin Thon        | Egil Johansen        | Tore Sagvolden       | 15,1 km, 16 controls  |
| 1981 | Øyvin Thon        | Tore Sagvolden       | Morten Berglia       | 14,1 km, 18 controls  |
| 1983 | Morten Berglia    | Øyvin Thon           | Sigurd Dæhli         | 14,0 km, 24 controls  |
| 1985 | Kari Sallinen     | Tore Sagvolden       | Egil Iversen         | 15,2 km, 23 controls  |
| 1987 | Kent Olsson       | Tore Sagvolden       | Urs Flühmann         | 14,6 km, 21 controls  |
| 1989 | Petter Thoresen   | Kent Olsson          | Håvard Tveite        | 17,7 km, 24 controls  |
| 1991 | Jörgen Mårtensson | Kent Olsson          | Sixten Sild          | 17,4 km, 25 controls  |
| 1993 | Allan Mogensen    | Jörgen Mårtensson    | Petter Thoresen      | 13,5 km, 19 controls  |
| 1995 | Jörgen Mårtensson | Janne Salmi          | Carsten Jørgensen    | 16,2 km, 30 controls  |
| 1997 | Petter Thoresen   | Jörgen Mårtensson    | Kjetil Bjørlo        | 13,7 km, 24 controls  |
| 1999 | Bjørnar Valstad   | Carl Henrik Bjørseth | Alain Berger         | 15,7 km, 25 controls  |
| 2001 | Jørgen Rostrup    | Jani Lakanen         | Carl Henrik Bjørseth | 14,4 km, 26 controls  |
| 2003 | Thomas Bührer     | Yuri Omeltchenko     | Emil Wingstedt       | 16,7 km, 34 controls  |
| 2004 | Bjørnar Valstad   | Mattias Karlsson     | Holger Hott Johansen | 17,1 km, 28 controls  |
| 2005 | Andrey Khramov    | Marc Lauenstein      | Holger Hott Johansen | 12,9 km, 29 controls  |
| 2006 | Jani Lakanen      | Marc Lauenstein      | Andrey Khramov       | 17,5 km, 32 controls  |
| 2007 | Matthias Merz     | Andrey Khramov       | Anders Nordberg      | 18,17 km, 28 controls |
| 2008 | Daniel Hubmann    | Anders Nordberg      | François Gonon       | 17,3 km, 36 controls  |
| 2009 | Daniel Hubmann    | Thierry Gueorgiou    | Mikhail Mamleev      | 17,55 km, 33 controls |
| 2010 | Olav Lundanes     | Anders Nordberg      | Thierry Gueorgiou    | 15,11 km, 28 controls |
| 2011 | Thierry Gueorgiou | Pasi Ikonen          | François Gonon       | 15,8 km, 31 controls  |
| 2012 | Olav Lundanes     | Matthias Merz        | Edgars Bertuks       | 18,3 km, 31 controls  |
| 2013 | Thierry Gueorgiou | Jani Lakanen         | Edgars Bertuks       | 19,8 km, 33 controls  |
| 2014 | Thierry Gueorgiou | Daniel Hubmann       | Olav Lundanes        | 16,36 km, 33 controls |
| 2015 | Thierry Gueorgiou | Daniel Hubmann       | Olav Lundanes        | 15,5 km, 32 controls  |
| 2016 | Olav Lundanes     | Thierry Gueorgiou    | Daniel Hubmann       | 15,5 km, 30 controls  |
| 2017 | Olav Lundanes     | Leonid Novikov       | William Lind         | 17,1 km, 25 controls  |
| 2018 | Olav Lundanes     | Ruslan Glebov        | Fabian Hertner       | 16,1 km, 24 controls  |
| 2019 | Olav Lundanes     | Kasper Fosser        | Daniel Hubmann       | 16,6 km, 26 controls  |

## Courte / Moyenne Distance
Cet événement a eu lieu pour la première fois en 1991. Le format a été modifié et rebaptisé "Moyenne Distance" en 2003 avec l'introduction de la discipline du sprint. 
| Année            | Or                   | Silver            | Bronze                           | Distance et contrôles |                 |
| Courte Distance  | Courte Distance      | Courte Distance   | Courte Distance                  | Courte Distance       | Courte Distance |
| ---------------- | -------------------- | ----------------- | -------------------------------- | --------------------- | --------------- |
| 1991             | Petr Kozák           | Kent Olsson       | Martin Johansson                 | 5,8 km, 10 controls   |                 |
| 1993             | Petter Thoresen      | Timo Karppinen    | Martin Johansson                 | 4,7 km, 14 controls   |                 |
| 1995             | Yuri Omeltchenko     | Jörgen Mårtensson | Bjørnar Valstad                  | 5,6 km, 18 controls   |                 |
| 1997             | Janne Salmi          | Timo Karppinen    | Bjørnar Valstad                  | 4,2 km, 16 controls   |                 |
| 1999             | Jørgen Rostrup       | Juha Peltola      | Janne Salmi                      | 4,5 km, 17 controls   |                 |
| 2001             | Pasi Ikonen          | Tore Sandvik      | Jørgen Rostrup                   | 4,1 km, 15 controls   |                 |
| Moyenne Distance |                      |                   |                                  |                       |                 |
| 2003             | Thierry Gueorgiou    | Bjørnar Valstad   | Øystein Kristiansen              | 5,0 km, 21 controls   |                 |
| 2004             | Thierry Gueorgiou    | Valentin Novikov  | Anders Nordberg                  | 6,3 km, 18 controls   |                 |
| 2005             | Thierry Gueorgiou    | Chris Terkelsen   | Jarkko Huovila                   | 5,0 km, 13 controls   |                 |
| 2006             | Holger Hott Johansen | Jarkko Huovila    | Jamie Stevenson                  | 6,3 km, 23 controls   |                 |
| 2007             | Thierry Gueorgiou    | Tero Föhr         | Valentin Novikov                 | 6,15 km, 17 controls  |                 |
| 2008             | Thierry Gueorgiou    | Michal Smola      | Valentin Novikov                 | 5,8 km, 27 controls   |                 |
| 2009             | Thierry Gueorgiou    | Daniel Hubmann    | Matthias Merz                    | 6,57 km, 25 controls  |                 |
| 2010             | Carl Waaler Kaas     | Peter Öberg       | Thierry Gueorgiou Daniel Hubmann | 5,47 km, 19 controls  |                 |
| 2011             | Thierry Gueorgiou    | Peter Öberg       | Olav Lundanes                    | 5,4 km, 21 controls   |                 |
| 2012             | Edgars Bertuks       | Valentin Novikov  | Fabian Hertner                   | 6,5 km, 20 controls   |                 |
| 2013             | Leonid Novikov       | Thierry Gueorgiou | Gustav Bergman                   | 6,3 km, 19 controls   |                 |
| 2014             | Olav Lundanes        | Fabian Hertner    | Oleksandr Kratov                 | 5,9 km, 19 controls   |                 |
| 2015             | Daniel Hubmann       | Lucas Basset      | Olle Boström                     | 6,2 km, 25 controls   |                 |
| 2016             | Matthias Kyburz      | Olav Lundanes     | Daniel Hubmann                   | 6,3 km, 25 controls   |                 |
| 2017             | Thierry Gueorgiou    | Fabian Hertner    | Oleksandr Kratov                 | 6,0 km, 24 controls   |                 |
| 2018             | Eskil Kinneberg      | Daniel Hubmann    | Florian Howald                   | 5,9 km, 19 controls   |                 |
| 2019             | Olav Lundanes        | Gustav Bergman    | Magne Dæhli                      | 6,1 km, 21 controls   |                 |

## Sprint
Cet événement a eu lieu pour la première fois en 2001. 
| Année | Or                | Argent             | Bronze             | Distance et contrôles |
| ----- | ----------------- | ------------------ | ------------------ | --------------------- |
| 2001  | Jimmy Birklin     | Pasi Ikonen        | Jörgen Olsson      | 2,66 km, 12 controls  |
| 2003  | Jamie Stevenson   | Rudolf Ropek       | Thierry Gueorgiou  | 2,8 km, 18 controls   |
| 2004  | Niclas Jonasson   | Håkan Eriksson     | Yuri Omeltchenko   | 3,1 km, 12 controls   |
| 2005  | Emil Wingstedt    | Daniel Hubmann     | Jani Lakanen       | 2,4 km, 14 controls   |
| 2006  | Emil Wingstedt    | Daniel Hubmann     | Claus Bloch        | 3,1 km, 21 controls   |
| 2007  | Thierry Gueorgiou | Matthias Merz      | Martin Johansson   | 3,2 km, 15 controls   |
| 2008  | Andrey Khramov    | Daniel Hubmann     | Martin Johansson   | 3,0 km, 17 controls   |
| 2009  | Andrey Khramov    | Fabian Hertner     | Daniel Hubmann     | 3,2 km, 22 controls   |
| 2010  | Matthias Müller   | Fabian Hertner     | Frédéric Tranchand | 2,7 km, 21 controls   |
| 2011  | Daniel Hubmann    | Anders Holmberg    | Matthias Müller    | 2,5 km, 20 controls   |
| 2012  | Matthias Kyburz   | Matthias Merz      | Matthias Müller    | 4,0 km, 20 controls   |
| 2013  | Mårten Boström    | Scott Fraser       | Jonas Leandersson  | 3,9 km, 24 controls   |
| 2014  | Søren Bobach      | Daniel Hubmann     | Tue Lassen         | 4,4 km, 20 controls   |
| 2015  | Jonas Leandersson | Martin Hubmann     | Jerker Lysell      | 4,1 km, 23 controls   |
| 2016  | Jerker Lysell     | Matthias Kyburz    | Daniel Hubmann     | 4,1 km, 22 controls   |
| 2017  | Daniel Hubmann    | Frédéric Tranchand | Jerker Lysell      | 4,0 km, 15 controls   |
| 2018  | Daniel Hubmann    | Tim Robertson      | Andreas Kyburz     | 4,3 km, 18 controls   |

## Relais
| Année      | Or                                                                               | Argent                                                                                 | Bronze                                                                                |
| ---------- | -------------------------------------------------------------------------------- | -------------------------------------------------------------------------------------- | ------------------------------------------------------------------------------------- |
| 1966       | Suède- Bertil Norman - Karl Johansson - Anders Morelius - Göran Öhlund           | Finlande- Erkki Kohvakka - Rolf Koskinen - Juhani Salmenkylä - Aimo Tepsell            | Norvège- Dagfinn Olsen - Ola Skarholt - Åge Hadler - Stig Berge                       |
| 1968       | Suède- Sture Björk - Karl Johansson - Sten-Olof Carlström - Göran Öhlund         | Finlande- Rolf Koskinen - Veijo Tahvanainen - Juhani Salmenkylä - Markku Salminen      | Norvège- Per Fosser - Ola Skarholt - Stig Berge - Åge Hadler                          |
| 1970       | Norvège- Ola Skarholt - Stig Berge - Per Fosser - Åge Hadler                     | Suède- Björn Nordin - Karl Johansson - Sture Björk - Bernt Frilén                      | Tchécoslovaquie- Zdeněk Lenhart - Bohuslav Beránek - Jaroslav Jašek - Svatoslav Galík |
| 1972       | Suède- Lennart Carlström - Rolf Pettersson - Arne Johansson - Bernt Frilén       | Suisse- Dieter Hulliger - Dieter Wolf - Bernard Marti - Karl John                      | Hongrie- Zoltán Boros - János Sőtér - Géza Vajda - András Hegedűs                     |
| 1974       | Suède- Rolf Pettersson - Gunnar Öhlund - Arne Johansson - Bernt Frilén           | Finlande- Hannu Mäkirinta - Markku Salminen - Risto Nuuros - Seppo Väli-Klemelä        | Norvège- Svein Jacobsen - Jan Fjærestad - Ivar Formo - Eystein Weltzien               |
| 1976       | Suède- Erik Johansson - Gert Pettersson - Arne Johansson - Rolf Pettersson       | Norvège- Jan Fjærestad - Øystein Halvorsen - Svein Jacobsen - Egil Johansen            | Finlande- Hannu Mäkirinta - Markku Salminen - Matti Mäkinen - Kimmo Rauhamäki         |
| 1978       | Norvège- Jan Fjærestad - Svein Jacobsen - Egil Johansen - Eystein Weltzien       | Suède- Rolf Pettersson - Lars Lönnkvist - Kjell Lauri - Olle Nabo                      | Finlande- Urho Kujala - Jorma Karvonen - Simo Nurminen - Risto Nuuros                 |
| 1979       | Suède- Rolf Pettersson - Kjell Lauri - Lars Lönnkvist - Björn Rosendahl          | Finlande- Seppo Keskinarkaus - Hannu Kottonen - Risto Nuuros - Ari Anjala              | Tchécoslovaquie- Petr Uher - Zdeněk Lenhart - Jiří Ticháček - Jaroslav Kačmarčík      |
| 1981       | Norvège- Øyvin Thon - Harald Thon - Tore Sagvolden - Sigurd Dæhli                | Suède- Lars-Henrik Undeland - Bengt Levin - Jörgen Mårtensson - Lars Lönnkvist         | Finlande- Kari Sallinen - Ari Anjala - Seppo Rytkönen - Hannu Kottonen                |
| 1983       | Norvège- Morten Berglia - Øyvin Thon - Tore Sagvolden - Harald Thon              | Tchécoslovaquie- Vlastimil Uchytil - Pavel Ditrych - Josef Pollák - Jaroslav Kačmarčík | Suède- Bengt Levin - Kjell Lauri - Lars Lönnkvist - Kent Olsson                       |
| 1985       | Norvège- Morten Berglia - Atle Hansen - Tore Sagvolden - Øyvin Thon              | Suède- Lars Palmqvist - Michael Wehlin - Kjell Lauri - Jörgen Mårtensson               | Suisse- Willi Müller - Martin Howald - Urs Flühmann - Alain Gafner                    |
| 1987       | Norvège- Morten Berglia - Håvard Tveite - Tore Sagvolden - Øyvin Thon            | Suisse- Markus Stappung - Stefan Bolliger - Kaspar Oettli - Urs Flühmann               | Suède- Kent Olsson - Hans Melin - Jörgen Mårtensson - Lars Lönnkvist                  |
| 1989       | Norvège- Øyvin Thon - Rolf Vestre - Petter Thoresen - Håvard Tveite              | Suède- Kent Olsson - Michael Wehlin - Jörgen Mårtensson - Håkan Eriksson               | Finlande- Keijo Parkkinen - Ari Kattainen - Peter Ivars - Reijo Mattinen              |
| 1991       | Suisse- Thomas Bührer - Alain Berger - Urs Flühmann - Christian Aebersold        | Norvège- Petter Thoresen - Bjørnar Valstad - Rolf Vestre - Håvard Tveite               | Finlande- Reijo Mattinen - Ari Anjala - Miko Kuisma - Keijo Parkkinen                 |
| 1993       | Suisse- Dominik Humbel - Christian Aebersold - Urs Flühmann - Thomas Bührer      | Royaume-Uni- Jonathan Musgrave - Martin Bagness - Stephen Palmer - Steven Hale         | Finlande- Keijo Parkkinen - Mika Kuisma - Petri Forsman - Timo Karppinen              |
| 1995       | Suisse- Alain Berger - Daniel Hotz - Christian Aebersold - Thomas Bührer         | Finlande- Keijo Parkkinen - Reijo Mattinen - Timo Karppinen - Janne Salmi              | Suède- Lars Holmqvist - Jimmy Birklin - Johan Ivarsson - Jörgen Mårtensson            |
| 1997       | Danemark- Torben Skovlyst - Carsten Jørgensen - Chris Terkelsen - Allan Mogensen | Finlande- Timo Karppinen - Juha Peltola - Mikael Boström - Janne Salmi                 | Norvège- Håvard Tveite - Bjørnar Valstad - Kjetil Bjørlo - Petter Thoresen            |
| 1999       | Norvège- Tore Sandvik - Bernt Bjørnsgaard - Petter Thoresen - Bjørnar Valstad    | Finlande- Jani Lakanen - Juha Peltola - Mikael Boström - Janne Salmi                   | Suède- Jimmy Birklin - Håkan Eriksson - Jörgen Olsson - Johan Ivarsson                |
| 2001       | Finlande- Jani Lakanen - Jarkko Huovila - Juha Peltola - Janne Salmi             | Norvège- Bernt Bjørnsgaard - Carl Henrik Bjørseth - Tore Sandvik - Bjørnar Valstad     | Tchéquie- Michal Horáček - Michal Jedlička - Radek Novotný - Rudolf Ropek             |
| 2003       | Suède- Niclas Jonasson - Mattias Karlsson - Emil Wingstedt                       | Finlande- Jani Lakanen - Jarkko Huovila - Mats Haldin                                  | Royaume-Uni- Daniel Marston - Jon Duncan - Jamie Stevenson                            |
| 2004       | Norvège- Bjørnar Valstad - Øystein Kristiansen - Jørgen Rostrup                  | Russie- Michael Mamleev - Andrey Khramov - Valentin Novikov                            | Suède- Mattias Karlsson - Emil Wingstedt - Niclas Jonasson                            |
| 2005       | Norvège- Holger Hott Johansen - Øystein Kristiansen - Jørgen Rostrup             | France- François Gonon - Damien Renard - Thierry Gueorgiou                             | Suisse- Matthias Merz - Marc Lauenstein - Daniel Hubmann                              |
| 2006       | Russie- Roman Efimov - Andrey Khramov - Valentin Novikov                         | Finlande- Mats Haldin - Jarkko Huovila - Jani Lakanen                                  | Suède- Niclas Jonasson - Emil Wingstedt - Mattias Karlsson                            |
| 2007       | Russie- Roman Efimov - Andrey Khramov - Valentin Novikov                         | Suède- Peter Öberg - David Andersson - Emil Wingstedt                                  | Finlande- Mats Haldin - Pasi Ikonen - Tero Föhr                                       |
| 2008       | Royaume-Uni- Graham Gristwood - Jon Duncan - Jamie Stevenson                     | Russie- Dmitriy Tsvetkov - Andrey Khramov - Valentin Novikov                           | Suisse- Baptiste Rollier - Matthias Merz - Daniel Hubmann                             |
| 2009[note] | Suisse- Baptiste Rollier - Daniel Hubmann - Matthias Merz                        | Russie- Dmitriy Tsvetkov - Valentin Novikov - Andrey Khramov                           | Finlande- Topi Anjala - Tero Föhr - Mats Haldin                                       |
| 2010       | Russie- Andrey Khramov - Dmitriy Tsvetkov - Valentin Novikov                     | Norvège- Carl Waaler Kaas - Audun Weltzien - Olav Lundanes                             | Suisse- Daniel Hubmann - Matthias Müller - Matthias Merz                              |
| 2011       | France- Philippe Adamski - François Gonon - Thierry Gueorgiou                    | Norvège- Carl Waaler Kaas - Anders Nordberg - Olav Lundanes                            | Suède- Anders Holmberg - Olle Boström - David Andersson                               |
| 2012       | Tchéquie- Tomáš Dlabaja - Jan Šedivý - Jan Procházka                             | Norvège- Magne Dæhli - Carl Waaler Kaas - Olav Lundanes                                | Suède- Jonas Leandersson - Peter Öberg - Anders Holmberg                              |
| 2013       | Russie- Leonid Novikov - Valentin Novikov - Dmitry Tsvetkov                      | Suède- Anders Holmberg - Peter Öberg - Gustav Bergman                                  | Ukraine- Pavlo Ushkvarok - Oleksandr Kratov - Denys Shcherbakov                       |
| 2014       | Suède- Jonas Leandersson - Fredrik Johansson - Gustav Bergman                    | Suisse- Fabian Hertner - Daniel Hubmann - Matthias Kyburz                              | France- Frédéric Tranchand - François Gonon - Thierry Gueorgiou                       |
| 2015       | Suisse- Fabian Hertner - Daniel Hubmann - Matthias Kyburz                        | Norvège- Øystein Kvaal Østerbø - Carl Waaler Kaas - Magne Dæhli                        | France- Vincent Coupat - Lucas Basset - Frédéric Tranchand                            |
| 2016       | Norvège- Carl Godager Kaas - Olav Lundanes - Magne Dæhli                         | Suisse- Fabian Hertner - Daniel Hubmann - Matthias Kyburz                              | Suède- Fredrik Bakkman - Gustav Bergman - William Lind                                |
| 2017       | Norvège- Eskil Kinneberg - Olav Lundanes - Magne Dæhli                           | France- Frédéric Tranchand - Lucas Basset - Thierry Gueorgiou                          | Suède- Johan Runesson - William Lind - Gustav Bergman                                 |
| 2018       | Norvège- Gaute Hallan Steiwer - Eskil Kinneberg - Magne Dæhli                    | Suisse- Florian Howald - Daniel Hubmann - Matthias Kyburz                              | France- Nicolas Rio - Lucas Basset - Frédéric Tranchand                               |
| 2019       | Suède- Johan Runesson - Emil Svensk - Gustav Bergman                             | Finlande- Aleksi Niemi - Elias Kuukka - Miika Kirmula                                  | France- Nicolas Rio - Frédéric Tranchand - Lucas Basset                               |

## Tableau des médaillés à multiples reprises
| Rang | Athlète           | Pays    | De   | À    | Or   | argent | Bronze | Total |
| ---- | ----------------- | ------- | ---- | ---- | ---- | ------ | ------ | ----- |
| 1    | Thierry Gueorgiou | France  | 2003 | 2017 | 14   | 5      | 4      | 23    |
| 2    | Olav Lundanes     | Norvège | 2010 | 2019 | dix  | 4      | 3      | 17    |
| 3    | Daniel Hubmann    | Suisse  | 2005 | 2019 | 8    | 11     | 9      | 28    |
| 4    | Øyvin Thon        | Norvège | 1979 | 1989 | sept | 1      | -      | 8     |
| 5    | Andrey Khramov    | Russie  | 2005 | 2015 | 6    | 4      | 3      | 13    |
| 6    | Petter Thoresen   | Norvège | 1989 | 1997 | 5    | 1      | 2      | 8     |
| sept | Valentin Novikov  | Russie  | 2004 | 2013 | 4    | 5      | 2      | 11    |
| 8    | Matthias Kyburz   | Suisse  | 2012 | 2018 | 4    | 4      | -      | 8     |
| 9    | Bjørnar Valstad   | Norvège | 1991 | 2004 | 4    | 3      | 3      | 10    |
| dix  | Tore Sagvolden    | Norvège | 1979 | 1987 | 4    | 3      | 1      | 8     |

## Meilleurs artistes par pays
- Y compris les événements mixtes

| Pays               | Athlète                                                                       | De        | A         | Or | Argent | Bronze | Total |
| ------------------ | ----------------------------------------------------------------------------- | --------- | --------- | -- | ------ | ------ | ----- |
| France             | Thierry Gueorgiou                                                             | 2003      | 2017      | 14 | 5      | 4      | 23    |
| Norvège            | Olav Lundanes                                                                 | 2010      | 2019      | 10 | 4      | 3      | 17    |
| Suisse             | Daniel Hubmann                                                                | 2005      | 2019      | 8  | 11     | 9      | 28    |
| Russie             | Andrey Khramov                                                                | 2005      | 2015      | 6  | 4      | 3      | 10    |
| Suède              | Rolf Pettersson (by the gold first ranking system)                            | 1972      | 1979      | 4  | 2      | -      | 6     |
| Suède              | Jörgen Mårtensson (by total number of medals)                                 | 1981      | 1997      | 2  | 6      | 2      | 10    |
| Danemark           | Søren Bobach                                                                  | 2014      | 2015      | 3  | 1      | -      | 4     |
| Finlande           | Jani Lakanen                                                                  | 1999      | 2006      | 2  | 5      | 1      | 8     |
| Royaume-Uni        | Jamie Stevenson                                                               | 2003      | 2008      | 2  | -      | 2      | 4     |
| Ukraine            | Yuri Omeltchenko                                                              | 1995      | 2004      | 1  | 2      | -      | 3     |
| Lettonie           | Edgars Bertuks*                                                               | 2012      | 2013      | 1  | -      | 2      | 3     |
| République tchèque | Tomáš Dlabaja & Jan Procházka & Jan Šedivý (by the gold first ranking system) | 2012      | 2012      | 1  | -      | -      | 1     |
| République tchèque | Rudolf Ropek (by total number of medals)                                      | 2001      | 2003      | -  | 1      | 1      | 2     |
| Tchécoslovaquie    | Petr Kozak (by the gold first ranking system)                                 | 1991      | 1991      | 1  | -      | -      | 1     |
| Tchécoslovaquie    | Zdenek Lenhart & Jaroslav Kačmarčík (by total number of medals)               | 1970 1979 | 1979 1983 | -  | - 1    | 2 1    | 2     |
| Nouvelle-Zélande   | Tim Robertson*                                                                | 2018      | 2018      | -  | 1      | -      | 1     |
| Hongrie            | Zoltán Boros & János Sotér & Géza Vajda & András Hegedus                      | 1972      | 1972      | -  | -      | 1      | 1     |
| Italie             | Mikhail Mamleev*                                                              | 2009      | 2009      | -  | -      | 1      | 1     |
| Union soviétique   | Sixten Sild*                                                                  | 1991      | 1991      | -  | -      | 1      | 1     |

Un astérisque (*) marque les athlètes qui sont les seuls représentants de leurs pays respectifs à remporter une médaille. 